# خودرو پیل سوختی
خودرو پیل سوختی (FCV) یا خودرو الکتریکی پیل سوختی (FCEV) یک نوع خودرواست که انرژی مورد نیاز برای حرکت خود را از جریان الکتریسیته ایجاد شده توسط یک پیل سوختی بدست میاورد.

## تاریخچه خودرو پیل سوختی
اولین خودرو مدرن پیل سوختی یک تراکتور بود که در حدود سال ۱۳۳۸ خورشیدی توسط یک شرکت تراکتور سازی آمریکایی تولید شد.

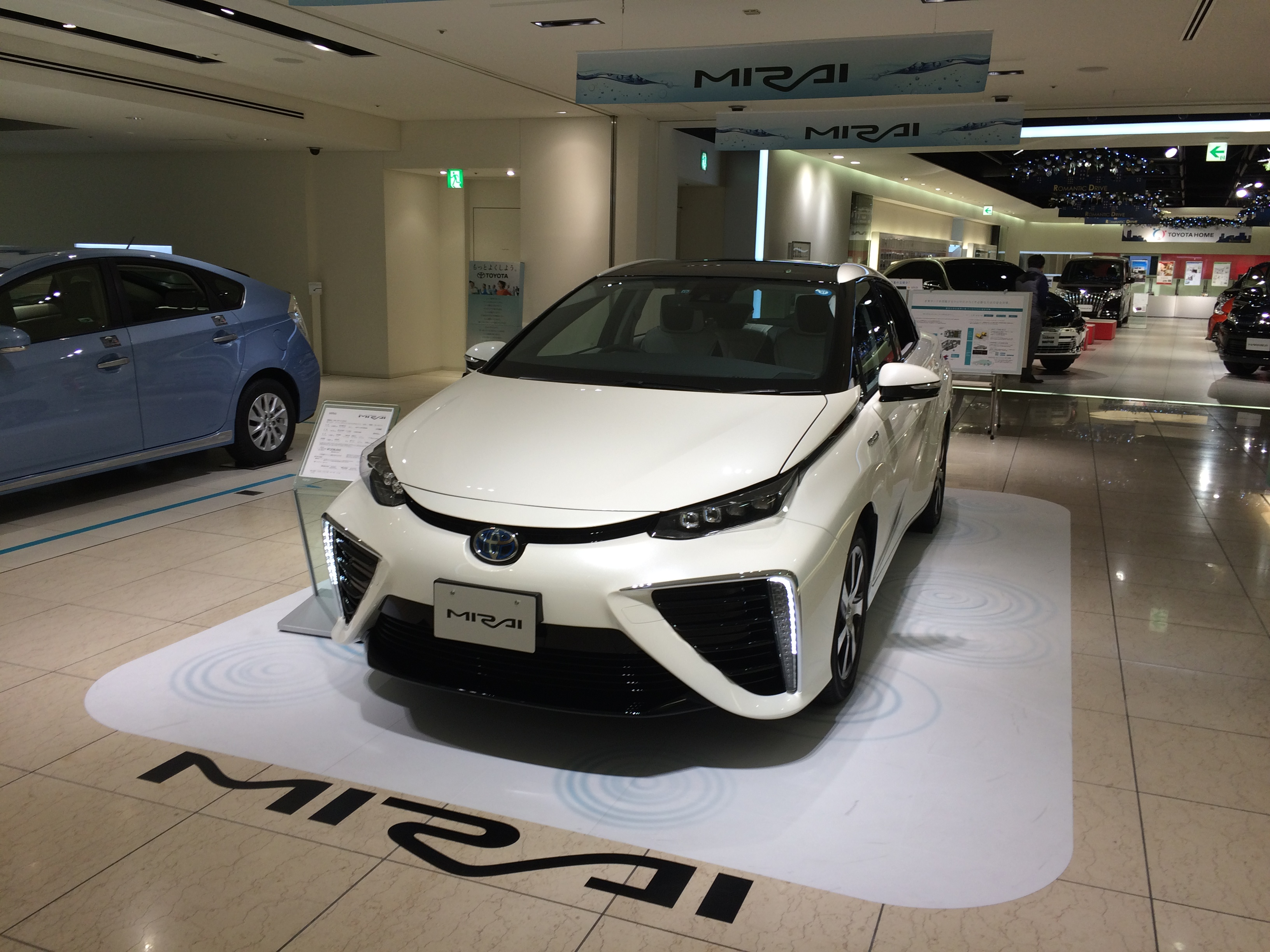
تویوتا میرایی دارای پیل سوختی هیدروژنی می‌باشد
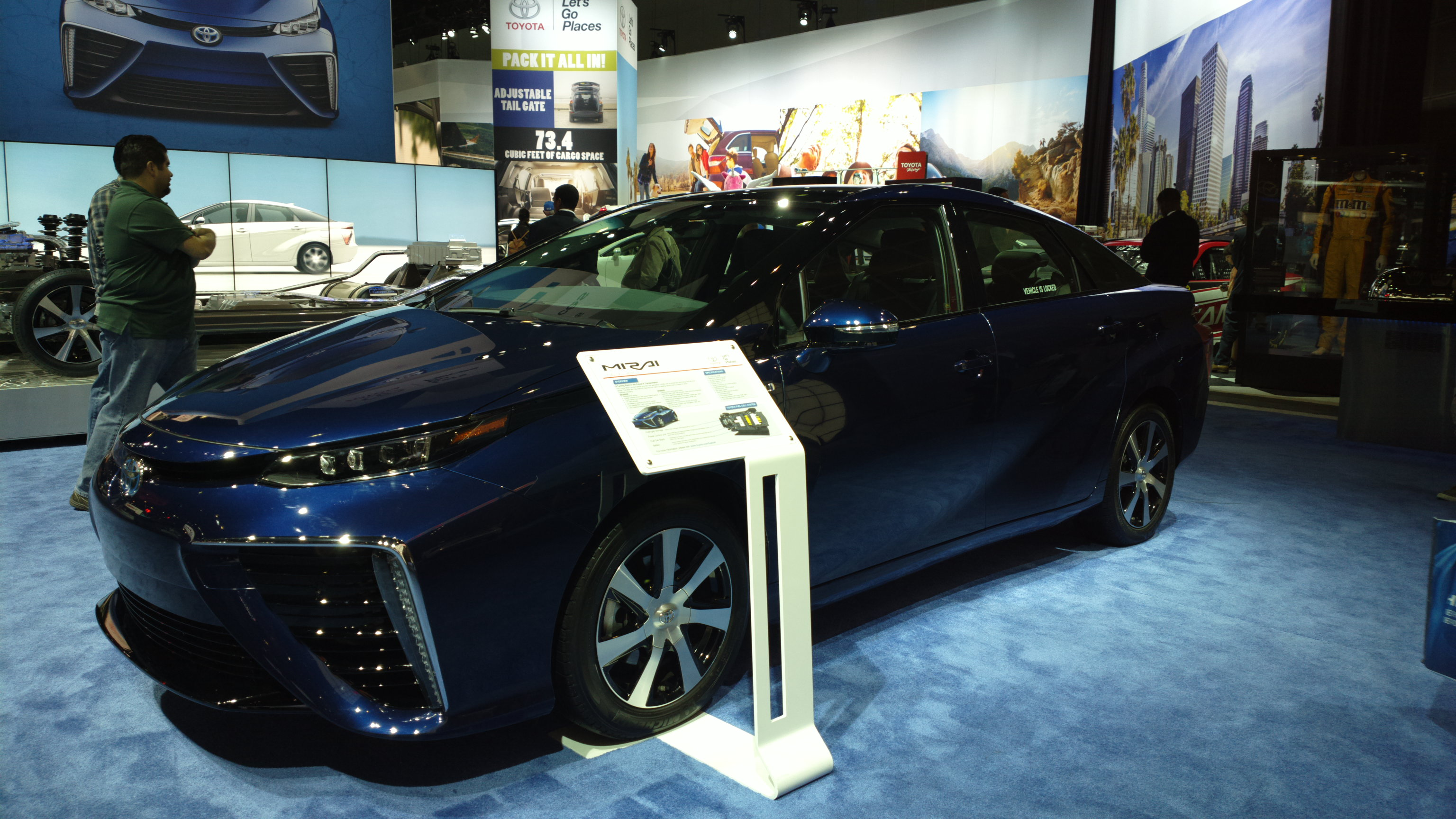
تویوتا میرایی
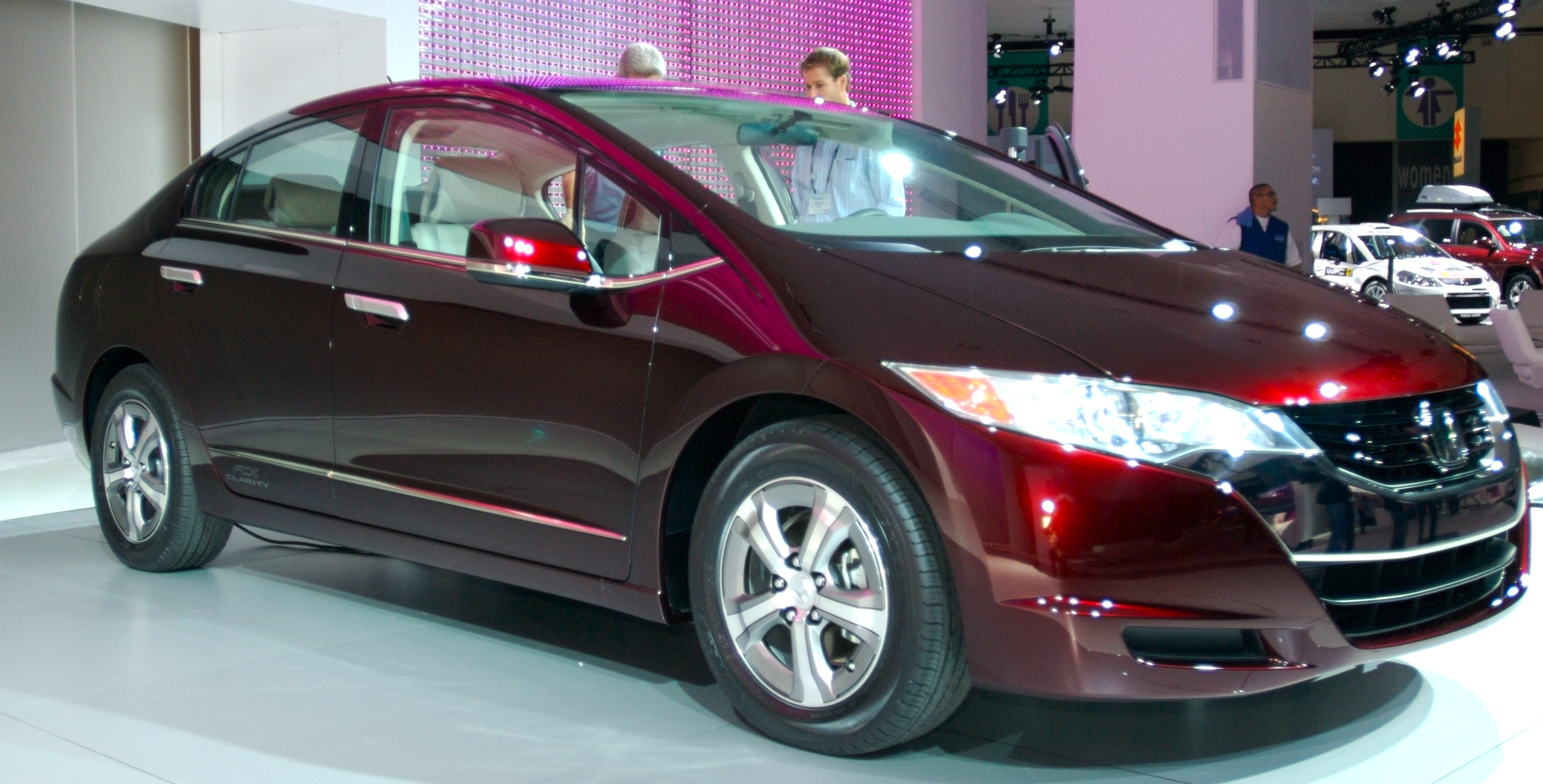
ماشین هوندا -اف سی اکس کلاریتی- که با پیل سوختی هیدروژنی کار می‌کند